# Jan Berchmans

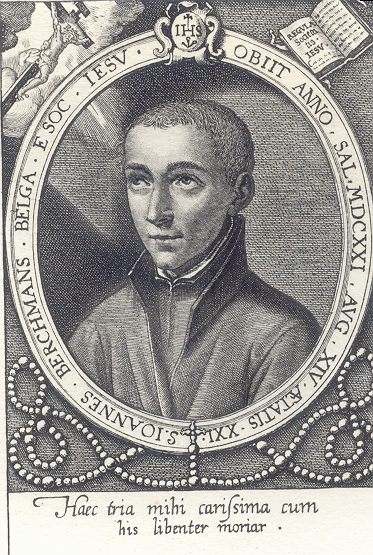
Jan Berchmans

Jan Berchmans (* 13. März 1599 in Diest (Brabant; auch: Jo(h)annes Berchmans); † 13. August 1621 in Rom) war ein Jesuit. Er ist Patron der studierenden Jugend und zusammen mit Aloisius von Gonzaga und Stanislaus Kostka auch Schutzheiliger der Jugend allgemein.

## Leben
Jan Berchmans trat 1616 in den Jesuitenorden der flämischen Ordensprovinz Mechelen ein. Zur Vollendung seiner Studien wurde er an das Römische Kolleg geschickt, die damals größte und beste Studienanstalt des Jesuitenordens, die mehr als 2000 Studenten zählte. Im Sommer 1621 beendete er den dreijährigen Kurs der Philosophie. Kurz darauf starb er an den Folgen einer Lungenentzündung.
Seine erhaltenen Aufzeichnungen sind geprägt von tiefer Frömmigkeit und dem Bemühen um vollkommene Treue im Gemeinschaftsleben.

## Heiligsprechung und Verehrung
Jan Berchmans wurde 1888 von Papst Leo XIII. heiliggesprochen. Sein Leib wurde in Sant’Ignazio di Loyola in Campo Marzio in Rom beigesetzt, sein Herz wird als kostbare Reliquie in der Kirche des Jesuitenkollegs in Löwen aufbewahrt.

## Widmungen
Nach Berchmans benannt wurde die Kirche St-Jean-Berchmans (Brüssel), die Pfarrkirche St.-Jan Berghmans in Borsbeek, das St.-Johannes-Berchmans-Kolleg in Löwen, in dessen Kirche sein Herz begraben liegt, sowie das Berchmanskolleg in Pullach, die Vorgängerinstitution der Hochschule für Philosophie München.